# یواس‌اس پورتلند (سی‌ای-۳۳)
یواس‌اس پورتلند (سی‌ای-۳۳) (به انگلیسی: USS Portland (CA-33)) یک کشتی بود. این کشتی در سال ۱۹۳۲ ساخته شد.